# Přelouč
Přelouč (en allemand : Prelauc, Pritzland, Pschelautsch ou Przelautsch) est une ville du district et de la région de Pardubice, en République tchèque. Sa population s'élevait à 10 137 habitants en 2024.

## Géographie
Přelouč se trouve sur la rive gauche de l'Elbe, à 26 km à l'est de Kolín, à 16 km à l'ouest de Pardubice et à 81 km à l'est de Prague.
La commune est limitée par Semín, Břehy et Přelovice au nord, par Živanice, Pardubice, Valy et Veselí à l'est, par Jedousov, Mokošín, Brloh et Jankovice au sud et par Zdechovice et Řečany nad Labem à l'ouest.

## Histoire
La première mention écrite de la localité date de 1086.

## Population
Recensements (*) ou estimations de la population :
| 1869* | 1880* | 1890* | 1900* | 1910* | 1921* |
| ----- | ----- | ----- | ----- | ----- | ----- |
| 4 161 | 5 093 | 5 359 | 5 092 | 5 496 | 5 154 |

| 1930* | 1950* | 1961* | 1970* | 1980* | 1991* |
| ----- | ----- | ----- | ----- | ----- | ----- |
| 5 655 | 5 644 | 6 673 | 7 452 | 8 865 | 9 587 |

| 2001* | 2011* | 2015  | 2016  | 2017  | 2018  |
| ----- | ----- | ----- | ----- | ----- | ----- |
| 9 144 | 9 193 | 9 036 | 9 127 | 9 258 | 9 394 |

| 2019  | 2020  | 2021* | 2022  | 2023  | 2024   |
| ----- | ----- | ----- | ----- | ----- | ------ |
| 9 659 | 9 880 | 9 276 | 9 315 | 9 971 | 10 137 |

## Galerie

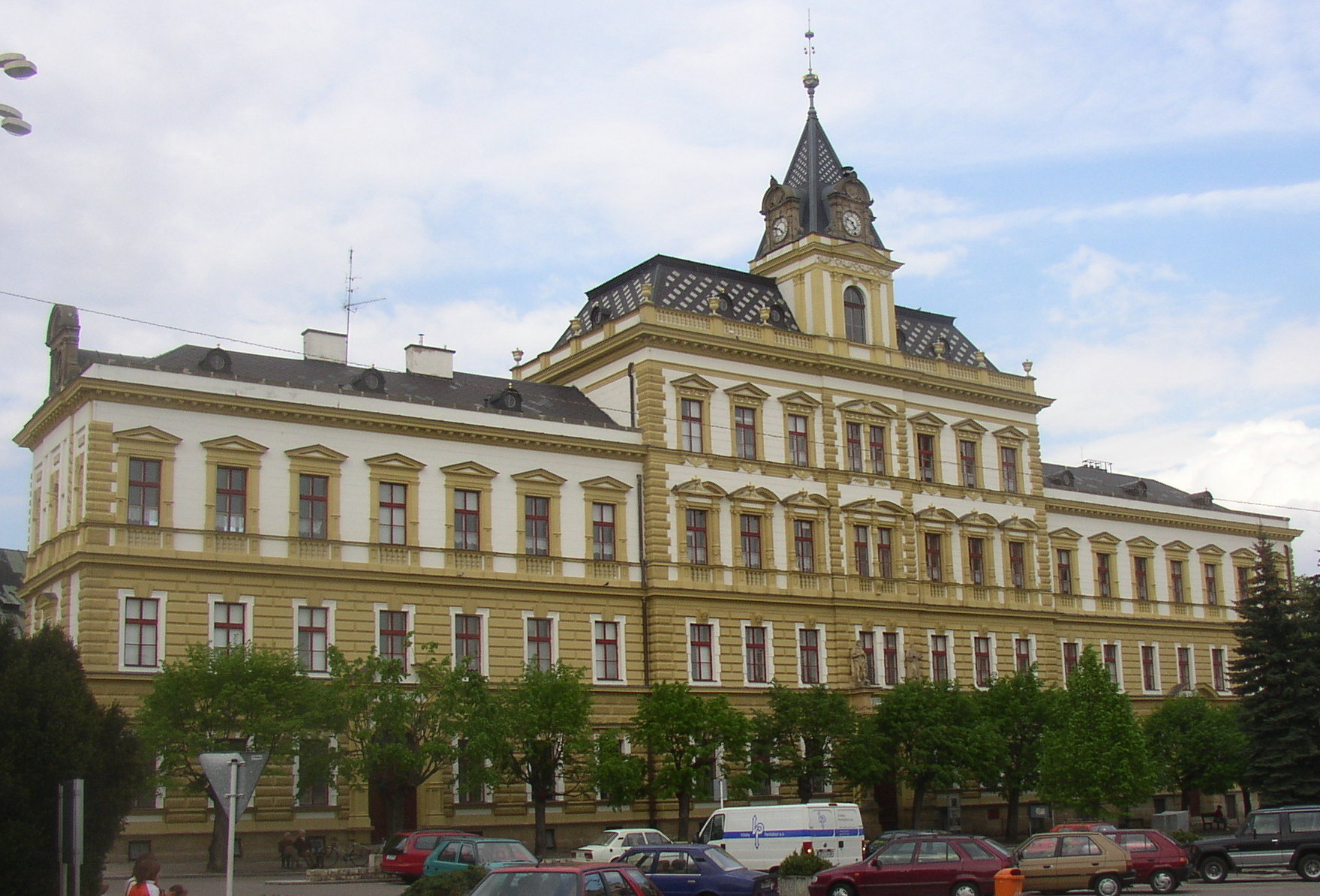
Ancienne école.
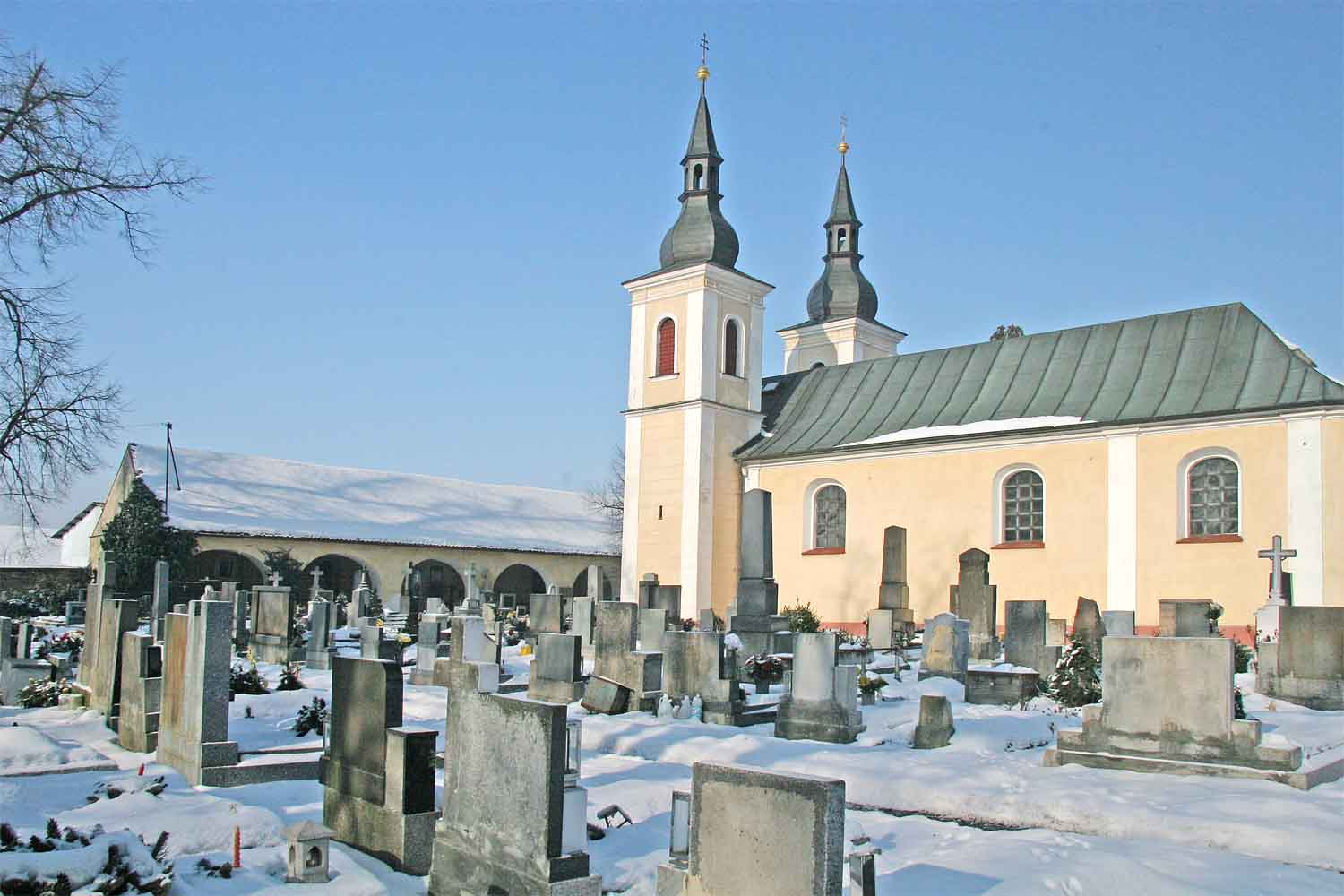
Église de la Vierge Marie.

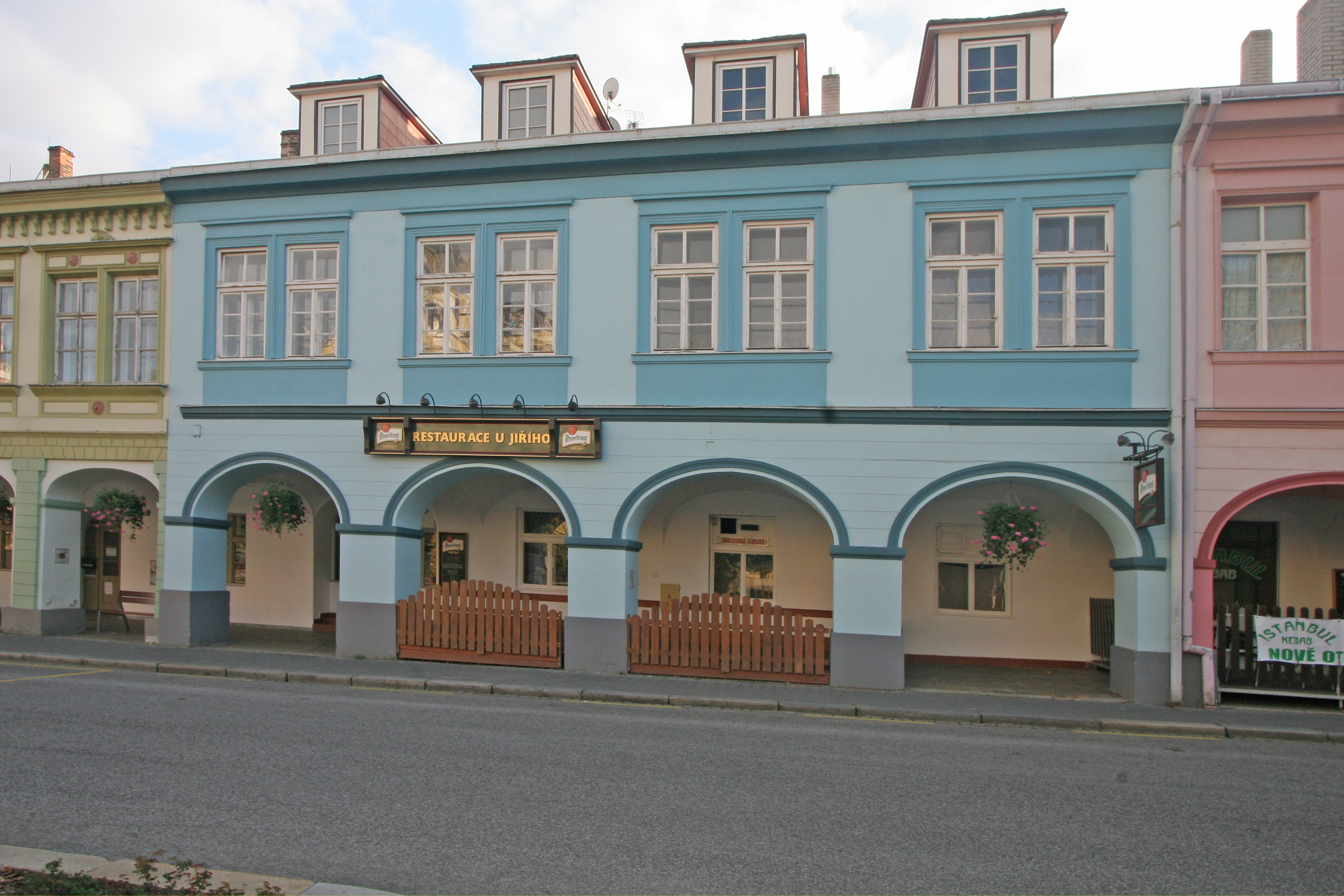
Place Masaryk.
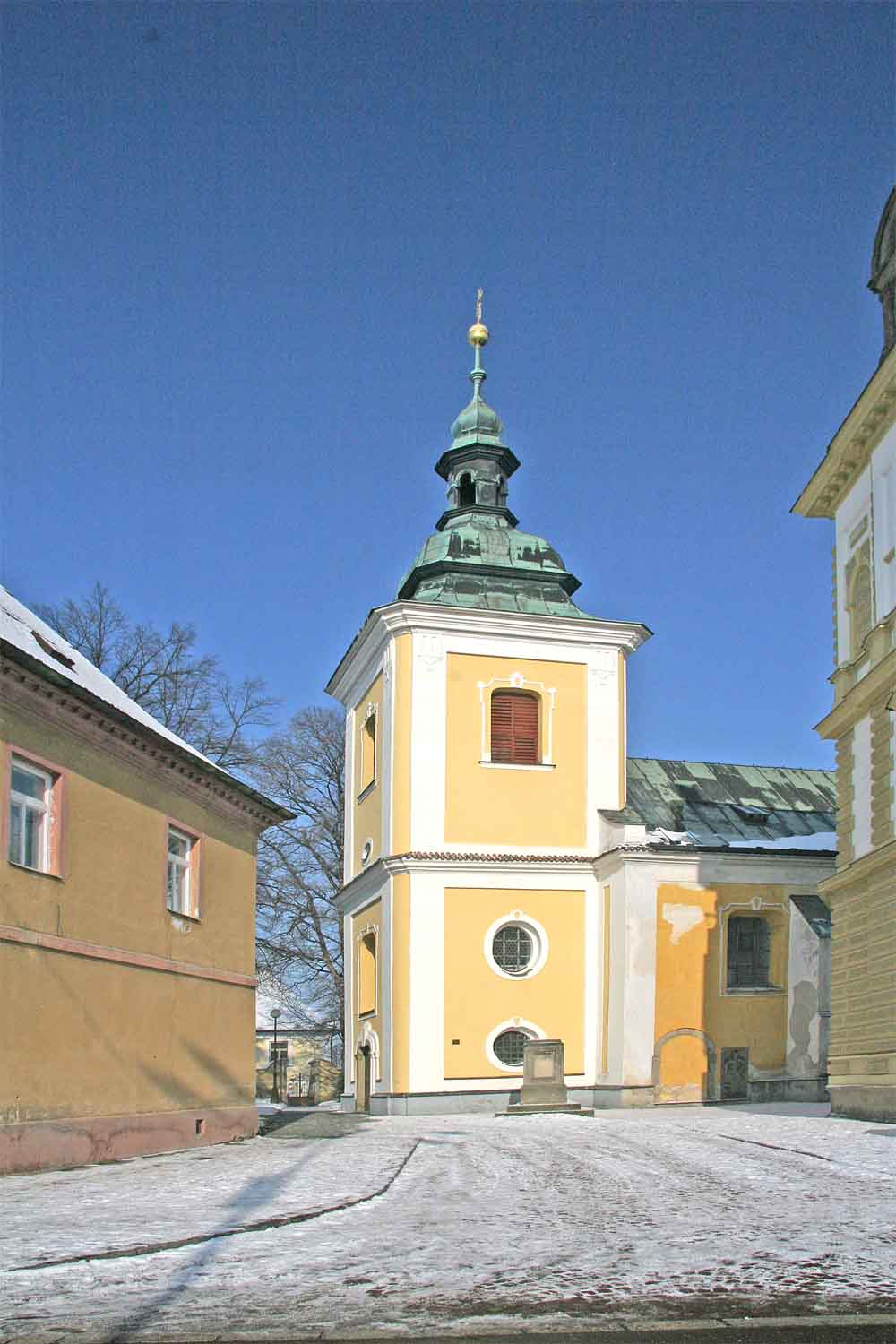
Église Saint-Jacques le Majeur.

## Transports
Par la route, Přelouč se trouve à 18 km de Pardubice, à 33 km de Kolín et à 98 km de Prague. 

## Personnalités
- František Filipovský (1907-1993), acteur tchécoslovaque